# Arbeidspsychologie
Arbeidspsychologie kan van oudsher worden opgedeeld in twee vakgebieden: individuele arbeidspsychologie en sociale arbeidspsychologie. Een recente uitbreiding van de arbeidspsychologie betreft de psychologie van arbeid en gezondheid.
- Bij individuele arbeidspsychologie staat het individu in relatie tot zijn werk centraal, zoals geschiktheid voor functies, prestatiemotivatie, bevrediging in het werk en werkstress.

- Sociale arbeidspsychologie bestudeert de interacties tussen individuen onderling en tussen individu en groep. Hierbij kan gedacht worden aan communicatieprocessen, besluitvormingsprocessen, samenwerking, rolgedrag, conflicten binnen de organisatie en leiderschap.

- De psychologie van arbeid en gezondheid bestudeert de relaties tussen kenmerken van het werk en de invloed die daarvan uitgaat op het functioneren en welzijn van de werknemers.